# Eo biển Tiran
Eo biển Tiran (tiếng Ả Rập: مضيق تيران, tiếng Do Thái: מיצרי טיראן), là hành lang hẹp, rộng 13 km (8 miles), giữa bán đảo Sinai và bán đảo Ả Rập, ngăn cách vịnh Aqaba với Hồng Hải. Eo biển này được đặt tên theo đảo Tiran.
Eo biển này cho phép tàu thuyền đến được cảng Aqaba duy nhất của Jordan và cảng Eilat của Israel, nối liền với Ấn Độ Dương, nên nó có tầm quan trọng chiến lược. Việc Ai Cập phong tỏa eo biển này với tàu bè đến Israel năm 1956 và 1967 là tác nhân gây ra cuộc Khủng hoảng kênh đào Suez năm 1956 và cuộc Chiến tranh Sáu ngày năm 1967.
Tài liệu quốc tế gọi đây là "eo biển Tiran", hoặc "các eo biển Tiran", vì có vài hải lộ được tạo thành từ các đảo nằm giữa Ai Cập và bán đảo Ả Rập. "Eo biển Tiran" thực chất là để chỉ eo biển nằm xa nhất về phía tây, nhìn ra thành phố Sharm el-Sheikh của Ai Cập, đó là eo biển sâu nhất có thể cho phép tàu biển lớn lưu thông. Hải lộ Enterprise sâu 950 foot (290 m), nằm ngay bên bờ biển thuộc Ai Cập, trong khi một hải lộ khác sâu 240 foot (73 m) là Grafton, bao quanh bởi các vùng nước nông, nằm xa hơn về phía đông, gần đảo Tiran. Về phía đông eo biển, giữa đảo Tiran và bán đảo A Rập là các eo biển hẹp, với những bãi san hô và một hải lộ duy nhất sâu 54 foot (16 m).
Chính phủ Ai Cập đang cân nhắc kế hoạch xây dựng một cây cầu dài 9,3 dặm (15,0 km) nối liền Ai Cập với A Rập Saudi. Cây cầu này như vậy sẽ bỏ qua Israel, vốn nằm giữa các vùng đất của người Ả Rập ở châu Phi và Tây Nam Á.